# Sydkorea i olympiska vinterspelen 1988
Sydkorea deltog med 22 deltagare vid de olympiska vinterspelen 1988 i Calgary. Ingen av landets deltagare erövrade någon medalj.